# Zoológico marino de Anglesey
El Zoológico marino de Anglesey (en inglés: Anglesey Sea Zoo; en galés: Sw Môr mon) es un acuario y centro independiente de investigación y educación marina en la costa sur de la isla de Anglesey, en el norte de Gales parte del Reino Unido. El zoológico es el acuario más grande de Gales, y exhibe más de 150 especies nativas.
El acuerio abrió sus puertas en 1983, cuando los propietarios de un negocio al por mayor de langosta se dieron cuenta de que sus tanques de langosta se había convertido en atractivos en sí mismos.